# Mwai Kibaki
Mwai Kibaki (n. 15 noiembrie 1931, Gatuyaini⁠(d), Provincia Centrală, Kenya – d. 21 aprilie 2022, Nairobi, Kenya) a fost al treilea președinte al statului Kenya, din 30 decembrie 2002. A fost anterior vicepreședinte pentru o perioadă de zece ani (1978-1988), dar a mai deținut și câteva funcții de ministru. A câștigat alegerile din 2002, iar la cele din 2007 tot el a fost declarat câștigător, deși au existat contestații precum că alegerile au fost fraudate.